# 77 West Wacker Drive
77 West Wacker Drive, ook bekend als het United Building, is een wolkenkrabber in Chicago, Verenigde Staten. De naam 77 West Wacker Drive slaat op het adres van het gebouw. De bouw van de kantoortoren begon op 18 april 1990 en werd in 1992 voltooid. Op 26 juli 1991 bereikte het gebouw zijn hoogste punt. Tot 2005 heette het gebouw het "R.R. Donnelley Building", toen het nog het hoofdkantoor van R.R. Donnelley was.

## Ontwerp
De wolkenkrabber is 203,61 meter hoog en telt 49 verdiepingen. Doordat men de 49e verdieping overslaat en dus van 48 naar 50 gaat, kan men zeggen dat het gebouw 50 verdiepingen heeft. Daarnaast bevat het 2 ondergrondse lagen. Het is door James DeStefano van James DeStefano ontworpen met Ricardo Bofill van Taller de Arquitectura als adviseur. Het postmodernistische gebouw heeft een oppervlakte van 110.000 vierkante meter en heeft $ 80.000.000 gekost.
Het gebouw is bekleed met wit Portuguese Royal graniet en zilver-grijs reflecterend glas. De lobby van ongeveer 12,8 meter hoog bevat de sculpturengroep "Three Lawyers and a Judge" van Xavier Corberó, een muurschildering van Antoni Tàpies en de sculptuur "Twisted Columns" van Ricardo Bofill.
Het gebouw bevat 19 persoonsliften. Daarnaast bevat het 1 goederenlift en 2 shuttle liften. Het gebouw is gemaakt door middel van een betonnen kern met daarom heen een stalen frame. De afgewerkte verdiepingen in het gebouw zijn ongeveer 2,74 meter hoog. Van de totale oppervlakte is ongeveer 89.117,98 vierkante meter verhuurbaar.